# Puente de la Mujer
Puente de la Mujer ("Ženski most"), je vrtljiva brv nad Dockom 3 v Puerto Madero, trgovskem okrožju Buenos Airesa v Argentini. Gre za konzolni most in most s poševnimi zategami, ki je tudi premični - vrtljivi most, vendar nekoliko nenavaden v svoji asimetrični obliki. Ima en pilon s kabli delno prekinjenimi na delu mostu, ki se vrti za 90 stopinj, da bi lahko omogočil promet po vodi. Ko se zavrti, na skrajnem koncu sede na počivališče na stabilizacijskem stebru.

## Zgodovina
Most je zasnoval španski arhitekt Santiago Calatrava in je po načrtu zelo podoben mostu čez reko Guadalquivir v Sevilji v Španiji (Puente del Alamillo, 1992) in mostu čez reko  Sacramento v Reddingu, Kalifornija (Most Sundial, 2004), le da ima naprej, namesto nazaj kot pri omenjenih mostovih, pod kotom obrnjen pilon. Gradnja se je začela leta 1998, odprt je bil 20. decembra 2001 in je edino Calatravovo delo v Latinski Ameriki. Arhitekt je opisal zasnovo kot sintezo podobe para, ki pleše tango.
Most za pešce je dolg 170 metrov, tehta 800 ton, je 6,20 m širok in je razdeljen na dva osnovna dela dolga 25 m in 32,50 m in srednjega dela dolgega 102,5 m, ki se zavrti na bel betonski steber, kar omogoča plovilom prosto pot v manj kot dveh minutah. Ta osrednji del je podprt z jekleno "iglo" z betonskim jedrom, okoli 34 m visoko. "Igla", nagnjena pod kotom 39 ° je sidrana s poševnimi zategami, ki podpirajo osrednji razpon. Računalniški sistem na vzhodnem koncu mostu upravlja mehanizem obračanja kadar je to potrebno.

## Navdih
Številne ulice v okrožju Puerto Madero imajo ženska imena , kar daje mostu svoje ime.
Most si je omislil poslovnež Alberto L. González, ki je daroval denar za njegovo izgradnjo. Stal je okoli $ 6 milijonov, proizvedel ga je Urssa steel fabrication conglomerate v mestu Vitoria-Gasteiz v Baskiji v severni Španiji.
Po mnenju poslovneža Boba Schmettererja, most ni bil del prvotnega projekta Puerto Madero. Jorge Heymann, vodilni oglaševalec v Buenos Airesu, je bil najet za razvoj oglaševalske akcije za Puerto Madero, vendar je analiza pokazala, da je največji izziv te lokacije dostop in ne ozaveščanje javnosti. Heymann je predlagal impozantno brv, ki bi bila zagotovo dražja od začetne oglaševalske kampanje, a bi bila bolj praktična in trajna. Poslovnež se je strinjal z oceno in je zgradil strukturo. 